# Fernando Scherer
Fernando "Xuxa" de Queiroz Scherer, född 6 oktober 1974 i Florianópolis, är en brasiliansk före detta simmare.
Scherer blev olympisk bronsmedaljör på 50 meter frisim vid sommarspelen 1996 i Atlanta.